# 費爾班克斯牧場 (加利福尼亞州)
費爾班克斯牧場（英語：Fairbanks Ranch）是位於美國加利福尼亞州聖地牙哥縣的一個人口普查指定地區。

## 地理
費爾班克斯牧場的座標為32°59′46″N 117°10′59″W / 32.99611°N 117.18306°W，而該地最高點為海拔高度60米（即197英尺）。

## 人口
根據2010年美國人口普查的數據，費爾班克斯牧場的面積為13.155平方千米，均為陸地。當地共有人口3148人，而人口密度為每平方千米239人。